# Смайли (тауншип, Миннесота)
Смайли (англ. Smiley) — тауншип в округе Пеннингтон, Миннесота, США. На 2000 год его население составило 528 человек.

## География
По данным Бюро переписи населения США площадь тауншипа составляет 93,8 км², из которых 93,3 км² занимает суша, а 0,6 км² — вода (0,61 %).

## Демография
По данным переписи населения 2000 года здесь находились 528 человек, 186 домохозяйств и 146 семей. Плотность населения — 5,7 чел./км². На территории тауншипа расположено 202 постройки со средней плотностью 2,2 построек на один квадратный километр. Расовый состав населения: 95,45 % белых, 0,95 % коренных американцев, 1,52 % азиатов, 0,19 % c Тихоокеанских островов и 1,89 % приходится на две или более других рас.
Из 186 домохозяйств в 40,9 % воспитывались дети до 18 лет, в 65,6 % проживали супружеские пары, в 8,1 % проживали незамужние женщины и в 21,0 % домохозяйств проживали несемейные люди. 15,1 % домохозяйств состояли из одного человека, при том 3,8 % из — одиноких пожилых людей старше 65 лет. Средний размер домохозяйства — 2,84, а семьи — 3,12 человека.
27,8 % населения — младше 18 лет, 11,4 % — в возрасте от 18 до 24 лет, 27,5 % — от 25 до 44, 25,4 % — от 45 до 64, и 8,0 % — старше 65 лет. Средний возраст — 34 года. На каждые 100 женщин приходилось 112,9 мужчин. На каждые 100 женщин старше 18 приходилось 119,0 мужчин.
Средний годовой доход домохозяйства составлял 47 386 долларов, а средний годовой доход семьи — 50 250 долларов. Средний доход мужчин — 28 750 долларов, в то время как у женщин — 25 313. Доход на душу населения составил 17 431 доллар. За чертой бедности находились 9,7 % семей и 12,0 % всего населения тауншипа, из которых 20,1 % младше 18 лет.